# 裕鋼
裕鋼，（？—？），清朝官員，蒙古鑲黃旗人。

## 任職履歷
- 光緒二十四年七月二十三日（1898年9月8日），由雅州知府駐駐藏幫辦大臣。
- 光緒二十六年（1900年）九月，駐任駐藏辦事大臣。
- 光緒二十八年（1902年）十一月，召京。

## 外部連結
- 駐藏大臣